# Абуми-гучи
Абуми-гучи (鐙口, буквално „уста от стремена“)) представлява странно космато същество. Най-вероятно това е вид цукумогами (същества или духове, произлизащи от артефакти или предмети), оживял от стремена (част от седлото) които са принадлежали на загинал войн. Абуми-гучи стои и чака война, за да се завърне на мястото, където е загинал.